# Brits-Borneo

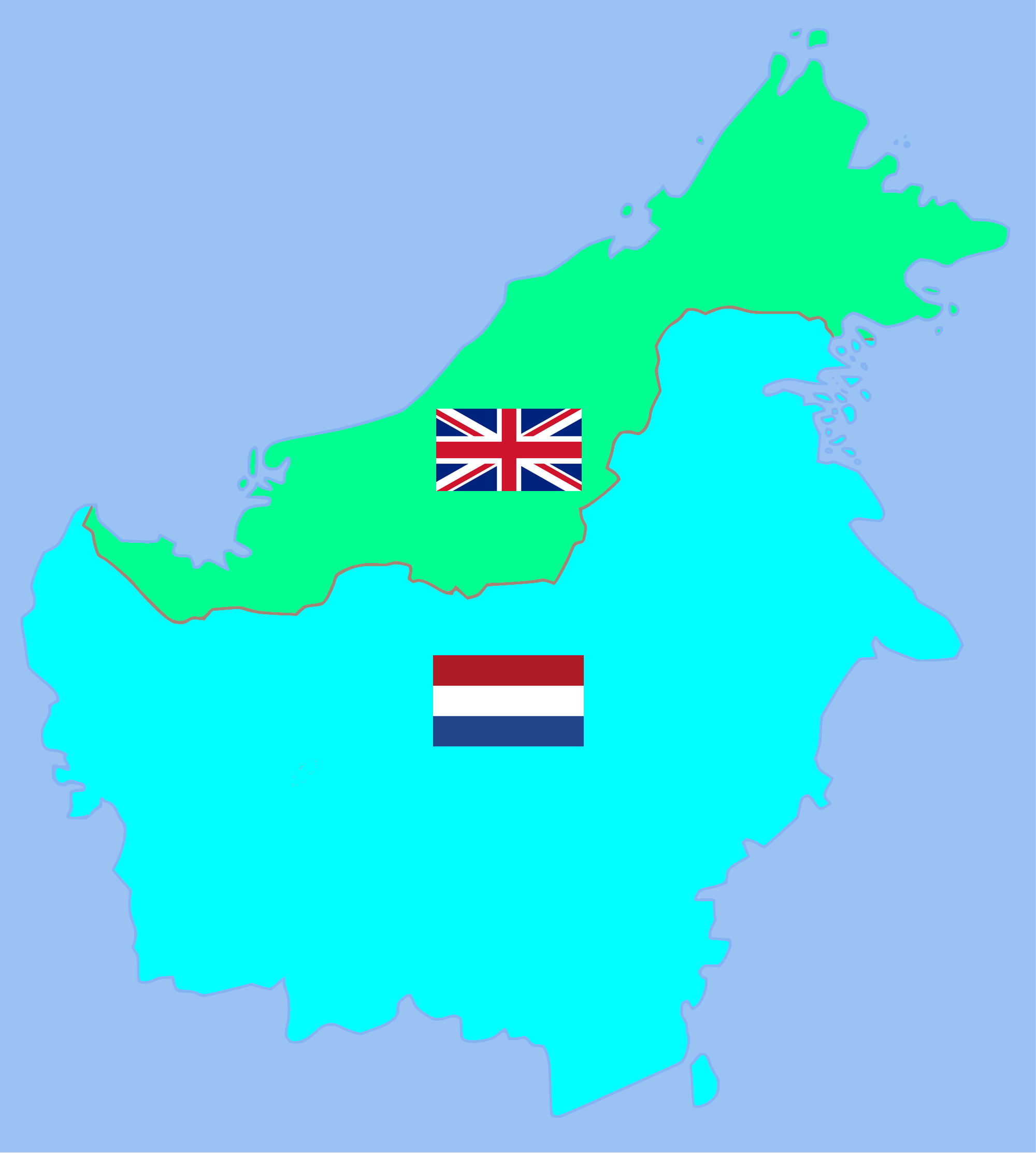
Brits-Borneo en Nederlands-Borneo

Brits-Borneo was een Britse kolonie op het eiland Borneo bestaande uit twee delen die sinds 1963 deel uitmaken van de Maleisische federatie. Destijds droegen de gebieden de naam Labuan (1846-1963) en Noord-Borneo (nu Sabah).
De Britten kregen het eiland Labuan in 1846 in hun bezit. Ze breidden hun macht over de heersers van het noordelijke deel van Borneo geleidelijk uit totdat het British Protectorate of North Borneo (Het Britse Protectoraat van Noord Borneo) in 1888 formeel erkend werd. Tijdens de Tweede Wereldoorlog bezette Japan het gebied.